# Neustädtlein am Forst

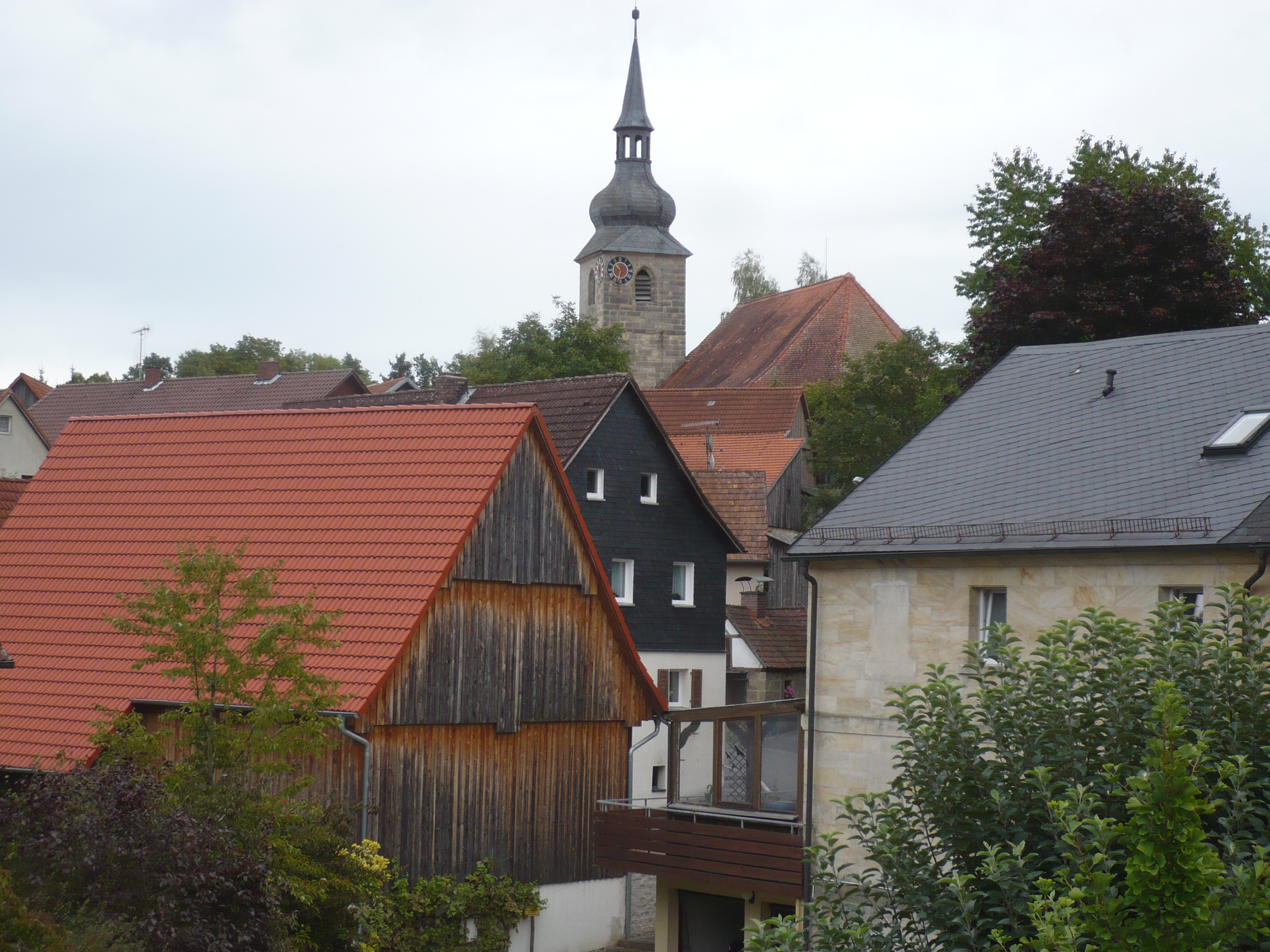
Neustädtlein am Forst

Neustädtlein am Forst (oberfränkisch: Nai-schdedla) ist ein Pfarrdorf in der Gemeinde Eckersdorf im Landkreis Bayreuth (Oberfranken, Bayern). Die Gemarkung Neustädtlein am Forst hat eine Fläche von 7,154 km². Sie ist in 828 Flurstücke aufgeteilt, die eine durchschnittliche Flurstücksfläche von 8640,59 m² haben. In ihr liegen neben dem namensgebenden Ort die Gemeindeteile Heisenstein, Pleofen und Simmelbuch.

## Geografie
Durch das Dorf fließt der Zigeunergraben, der sich mit dem Grünbach und dem Ausbach zum Hegnenbach vereinigt. Letzterer ist ein rechter Zufluss des Röttelbachs, eines linken Zuflusses des Roten Mains. 1,5 Kilometer nordwestlich des Ortes befindet sich der 473 m ü. NHN hohe Horlachen, im Osten grenzt der Forst von Neustädtlein an. Die Kreisstraße BT 16 führt an Simmelbuch vorbei nach Pleofen (2,3 km nordwestlich) bzw. nach Lahm (1,4 km südlich).

## Geschichte
Der Ort wurde 1224 erstmals urkundlich erwähnt. Zu dieser Zeit gehörte „Nuenstat“ dem Edelfreien Ministerialengeschlecht der Walpoten. 1285 trat Friedrich, genannt Waltbote, seine Rechte über „Nivenstat“ an den Nürnberger Burggrafen Friedrich ab. Der Ort lag im Fraischbezirk des burggräflichen Amtes Bayreuth und in dessen Rechtsnachfolge der Amtshauptmannschaft Bayreuth.
Ab 1437 waren die  Herren von Lüchau die Grundherren in Neustädtlein. Seit dem 15. Jahrhundert gibt es im Ort eine Kirche mit dem Patrozinium Johannes des Täufers.
Markgraf Georg Wilhelm ließ in Neustädtlein über den Grundmauern eines mittelalterlichen Adelssitzes ein Jagdschlösschen errichten.
Gegen Ende des 18. Jahrhunderts gab es in Neustädtlein am Forst 30 Anwesen. Das Hochgericht übte das Stadtvogteiamt Bayreuth aus. Die Dorf- und Gemeindeherrschaft hatte das Hofkastenamt Bayreuth. Die Grundherrschaft lag in den Händen von bayreuthischen Ämtern:
- Hofkastenamt Bayreuth (1 Schenkstatt mit Brauhaus, 1 Schneidmühle mit Backofen, 1 Schmiede, 2 Halbhöfe, 13 Sölden, 1 Sölde mit Zapfschenke, 1 Sölde mit Zapfrecht, 1 Haus mit Hofrait, 1 Haus mit Häfnerofen, 1 Tropfgut, 1 Häuslein, 4 Tropfhäuser)
- Kanzleilehen (1 Gut)
- Amt Unternschreez (1 Tropfgut).

Außerdem gab es 1 Schloss, 1 Kirche, 1 Pfarrhaus und 1 Schulhaus.
Von 1797 bis 1810 unterstand der Ort dem Justiz- und Kammeramt Bayreuth. 1810 kam Neustädtlein zum Königreich Bayern. Mit dem Gemeindeedikt wurde Neustädtlein dem 1811 gebildeten Steuerdistrikt Busbach und der 1812 gebildeten Ruralgemeinde Busbach zugewiesen. Mit dem Gemeindeedikt von 1818 entstand die Ruralgemeinde Neustädtlein, zu der Heisenstein, Pleofen, Putzenstein, Simmelbuch und Waldhütte gehörten. Sie war in Verwaltung und Gerichtsbarkeit dem Landgericht Bayreuth zugeordnet und in der Finanzverwaltung dem Rentamt Bayreuth. 1852 wurde die Gemeinde dem neu gebildeten Landgericht Thurnau überwiesen, 1856  auch dem Rentamt Thurnau (1919 in Finanzamt Thurnau umbenannt). Ab 1862 gehörte Neustädtlein zum Bezirksamt Kulmbach (1939 in Landkreis Kulmbach umbenannt). Die Gerichtsbarkeit blieb beim Landgericht Thurnau, das 1880 in das Amtsgericht Thurnau umgewandelt wurde. 1899 wurde Putzenstein an Felkendorf abgetreten. 1929 wurde die Gerichtsbarkeit vom Amtsgericht Bayreuth und 1930 die Finanzverwaltung vom Finanzamt Bayreuth übernommen. Die Gemeinde hatte 1964 eine Gebietsfläche von 7,177 km².
Am 1. Juli 1972 wurde Neustädtlein am Forst im Zuge der Gebietsreform in Bayern in die Gemeinde Eckersdorf eingegliedert.

## Baudenkmäler
- Kriegerdenkmal für die Gefallenen der beiden Weltkriege
- Haus Nr. 06: Ehemaliges Amtshaus
- Haus Nr. 16: Ehemaliges Forsthaus
- Haus Nr. 37: Evangelische Pfarrkirche St. Johannes der Täufer

## Einwohnerentwicklung
Gemeinde Neustädtlein am Forst
| Jahr      | 1818  | 1840   | 1852   | 1855   | 1861   | 1867   | 1871   | 1875   | 1880   | 1885   | 1890   | 1895   | 1900   | 1905   | 1910   | 1919   | 1925   | 1933   | 1939   | 1946   | 1950   | 1952   | 1961   | 1970   |
| Einwohner | 366   | 461    | 447    | 471    | 428    | 435    | 459    | 469    | 465    | 430    | 393    | 384    | 360    | 364    | 342    | 334    | 331    | 318    | 308    | 410    | 362    | 356    | 297    | 281    |
| Häuser    | 62    |        |        |        |        |        | 69     |        |        | 68     | 74     |        | 65     |        |        |        | 60     |        |        |        | 65     |        | 67     |        |
| Quelle    | [ 9 ] | [ 14 ] | [ 14 ] | [ 14 ] | [ 15 ] | [ 16 ] | [ 17 ] | [ 18 ] | [ 19 ] | [ 20 ] | [ 21 ] | [ 14 ] | [ 22 ] | [ 14 ] | [ 23 ] | [ 14 ] | [ 24 ] | [ 14 ] | [ 14 ] | [ 14 ] | [ 25 ] | [ 14 ] | [ 10 ] | [ 26 ] |

Ort Neustädtlein am Forst
| Jahr      | 001818 | 001861 | 001871 | 001885 | 001900 | 001925 | 001950 | 001961 | 001970 | 001987 | 002016 | 002021 |
| Einwohner | 201    | 234    | 243    | 260    | 218    | 201    | 196    | 167    | 172    | 179    | 155    | 165    |
| Häuser    | 34     |        |        | 38     | 38     | 38     | 39     | 41     |        | 53     |        |        |
| Quelle    | [ 9 ]  | [ 15 ] | [ 17 ] | [ 20 ] | [ 22 ] | [ 24 ] | [ 25 ] | [ 10 ] | [ 26 ] | [ 27 ] |        | [ 1 ]  |

## Religion
Der Ort ist seit der Reformation evangelisch-lutherisch geprägt und Sitz der Pfarrei St. Johannes der Täufer.

## Brauchtum
Markgraf Christian hatte gegen Ende seiner Regentschaft die Kartoffel eingeführt, die im Fürstentum zunächst als Viehfutter Verwendung fand. Kartoffelklöße lassen sich erstmals 1707 in Neustädtlein nachweisen, wo sie bei einem Richtfest serviert wurden.
Jährlich am vierten Wochenende im August findet auf der Lettenhöhe die Zeltkerwa statt.